# Gábor Kuncze

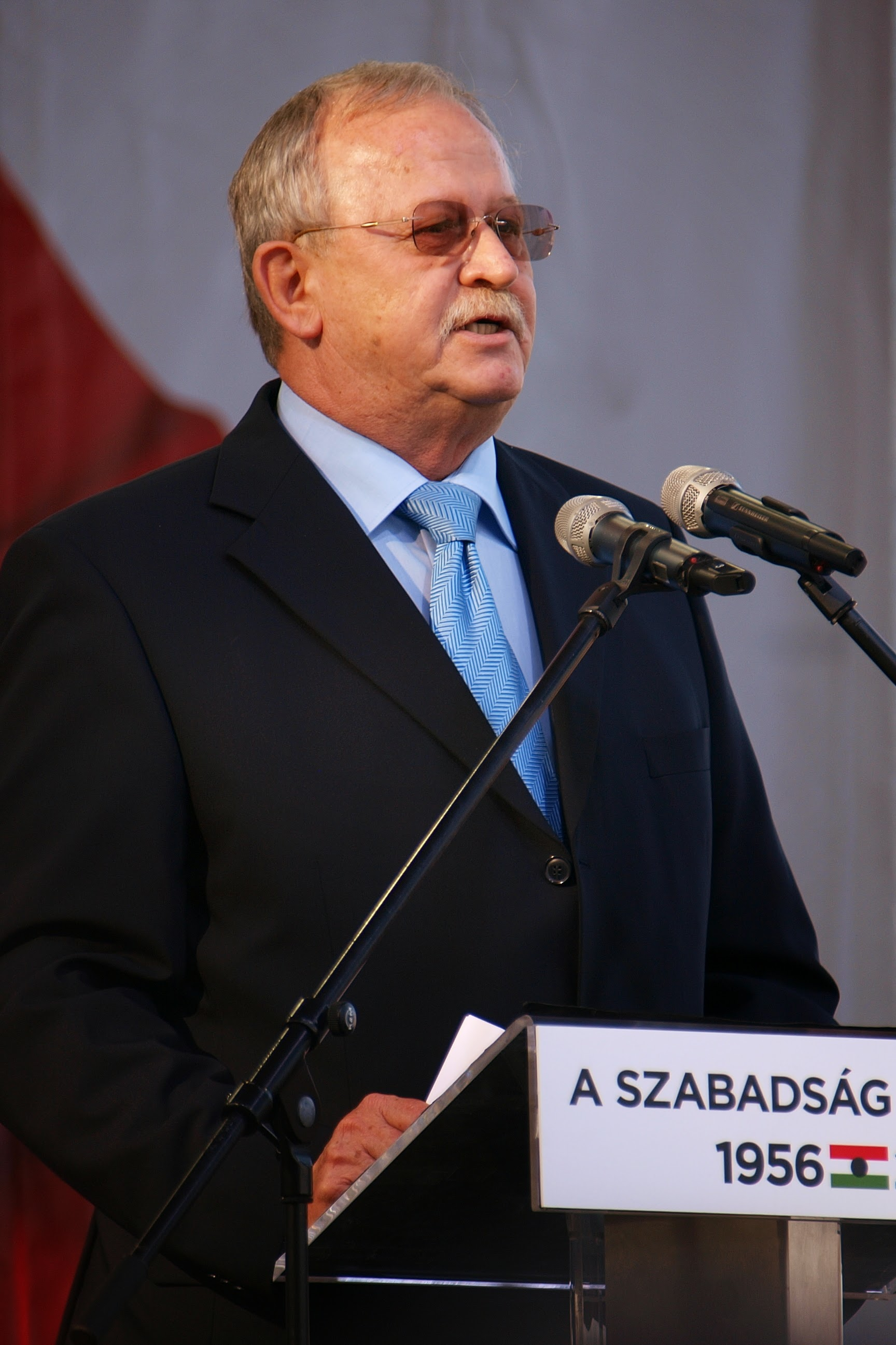
Gábor Kuncze, 2013.

Gábor Kuncze, född 4 november 1950 i Pápa, är en ungersk liberal politiker. Gábor Kuncze var parlamentsledamot 1990–1998 för Fria demokraternas allians (SZDSZ), som han också var partiledare för under perioderna 1997–1998 och 2001–2006. Han var inrikesminister i Gyula Horns regering 1994–1998 och ansvarade även för de nationella säkerhetsfrågorna.